# Pethes Imre
Pethes Imre (Jászárokszállás, 1864. december 18. – Budapest, Terézváros, 1924. november 14.) magyar drámai színész, akadémiai tanár, színrendező. A természetes játék realista mestere volt. Tiszta és természetes beszédének, valamint pátosztól mentes játékának köszönhetően a budapesti Nemzeti Színház modern stílusának legfőbb kialakítói között tartják számon. 1923-ban a Nemzeti Színház örökös tagjai közé választották. Az egyik legismertebb magyar Shakespeare-színész volt, pályafutása során huszonöt Shakespeare-szerepben állt színpadra. Idegen nyelvterületen nevét Emerich Pethes formában írják. Pethes Sándor (1899–1981) színházi és filmes színész apja.
A színész alkotásán igazán meg se próbáltuk még. Egyelőre csak annyit tudunk, hogy a színész művészete a legmagasabb rendű műfaj, a dráma eszköze. De az olyan színész, mint Pethes, leleplez valamit ezenfelül: hogy művészete, minden függésében és alárendeltségében autonóm. S ez a legnagyobb dolog, amit művészetről egyáltalán el lehet mondani. Helyzetét végtelenül komplikálja és paradoxszá teszi, hogy oly kézzelfoghatóan mástól függő és mégis autonóm, szinte materiálisan determinált, és teremtően szabad.

## Élete és pályafutása

### Első évei és tanulmányai (1864–1890)
1864. december 18-án született a Jászságban található Jászárokszállás településen a komáromi eredettel rendelkező kecskeméti Pethes család tagjaként. Apja Pethes János, anyja Bathó Janka. Jászberény városában végezte el a gimnáziumot, ezt követően leérettségizett. 1883-ban beiratkozott a Budapesti Tudományegyetemre, ahol előbb jogot hallgatott, majd a bölcsészkaron folytatta tanulmányait. Később a Színiakadémia keretei között akart tovább tanulni, ahova ugyan felvették, de mivel akadémiai évei során nem tűnt ki társai közül, elkedvetlenedett, és a harmadik év után megszakította tanulmányait. Egy év elteltével, 1887-ben ismét beiratkozott az Akadémiára, és 1890-ben színművészeti oklevelet szerzett, miután sikeresen befejezte az iskolát.

### Korai színházi sikerei (1890–1902)

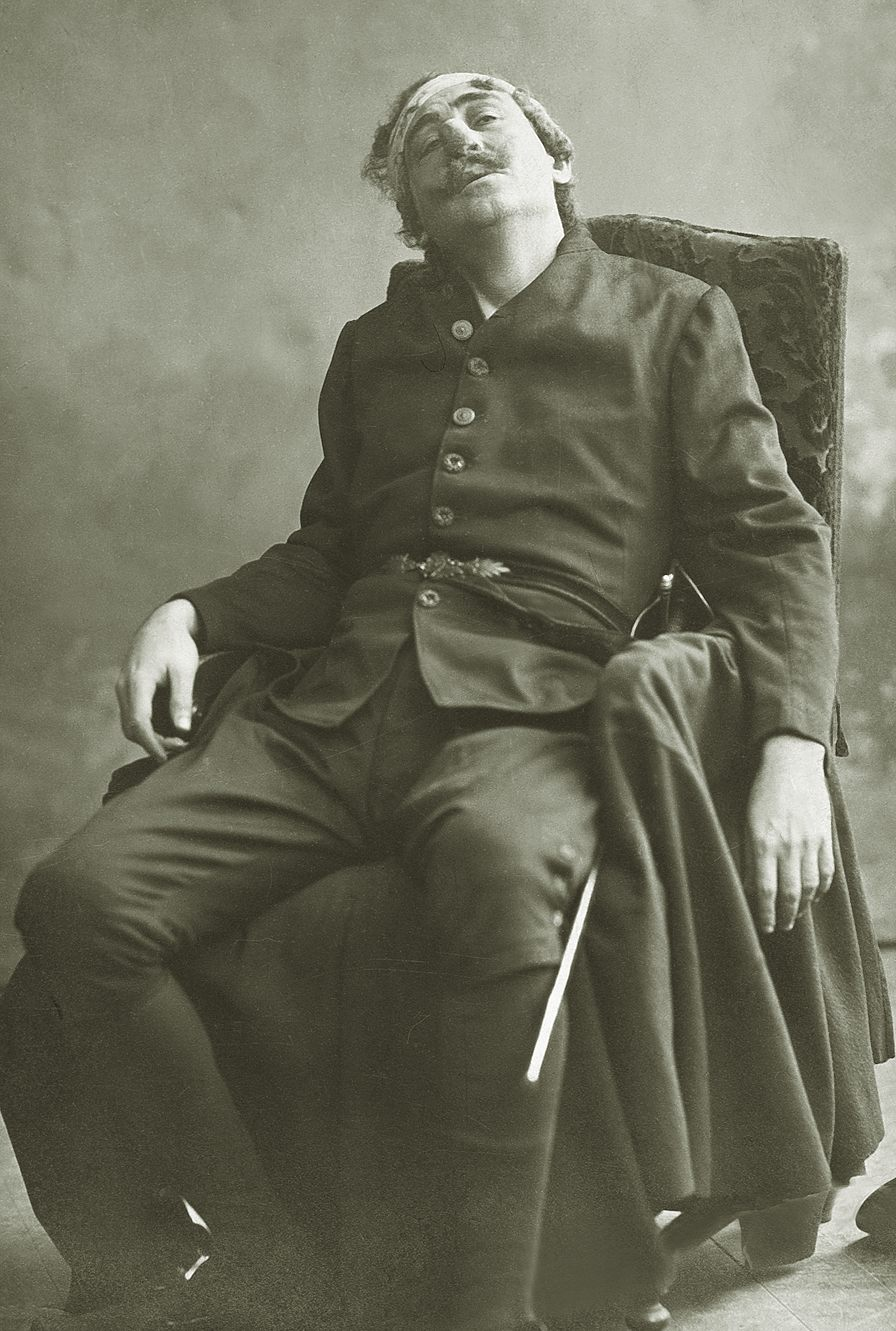
Pethes Imre Edmond Rostand Cyrano de Bergerac című színdarabjának címszerepében a Fővárosi Nyári Színházban 1900-ban

1890-ben, 26 éves korában kezdte el színészeti pályafutását. Legelőször Somogyi Károly színésztársulatához szerződött Győrben, ahol 1890 és 1891 között játszott. Az ezt követő tizenkét éves időszakban, egészen 1902-ig számos vidéken játszó társulat tagjaként dolgozott. 1891–1892-ben Aradon, 1893–94-ben Szegeden, 1894–95-ben Debrecenben, 1895 és 1899 között ismét Szegeden, 1899–1900-ban pedig ismét Arad városában játszott. Ezek mellett több színtársulatnál játszott Sopronban, Pécsen, Kassán, Nagyváradon és Temesváron is. 1900-ban csatlakozott Makó Lajos színtársulatához, amellyel a téli időben a temesvári színházban, nyáron pedig a budai Horváth-kertben található Fővárosi Nyári Színházban játszottak.
1900. május 19-én a Budai Színkörben fellépett az Edmond Rostand által írt Cyrano de Bergerac című verses drámának a főszerepében. Ez volt az első olyan szerepe, amely meghozta számára az országos sikert és elismerést. Cenner Mihály színháztörténész egyik írásában megemlíti, hogy „Pethes Imre neve összeforrott Cyrano alakjával, amelyet ő játszott először magyar színpadon, s bár utána még voltak kitűnő Cyranók, az ő alakítását nem múlta felül egyik sem”. A színdarabban kiemelkedően alakított szerepének köszönhetően elért sikerei ellenére sem hívták meg egyetlen budapesti társulathoz sem.
Még egy éven át, 1901-ben játszott Makó Lajos vidéki társulatánál, majd 1902-ben leszerződtette a pesti Vígszínház. Abban az időben az volt a legjobban haladó színház, műsorán és repertoárjában a naturalista színjátszással színpadra vitt kortárs francia szerzők darabjai voltak gyakoriak. Az ilyen jellegű műsorokra leginkább a franciásan pergő beszédstílus és a riposztozó dialógusok voltak a legjobban jellemzőek. Ezzel ellentétben Pethes tempósabb színpadi beszédmódja inkább a magyaros darabokba illett, ezért kizárólag ilyen szerepeket játszott, ugyanis a francia vígjátékok és bohózatok pergő nyelvezete távolabb állt stílusától. Pethes egy évados vígszínházi pályája során összesen nyolc szerepet játszott el a társulatnál, az eljátszott darabok mindegyike magyar szerzőktől származott – ez egyetlen évadban ritkaság volt a színház műsorrendjében. Többek között az ő közreműködésével játszották Herczeg Ferenc színműíró Balatoni rege címet viselő regényes vígjátékának első színpadi megjelenését is.

### A Nemzeti Színháznál (1903–1924)

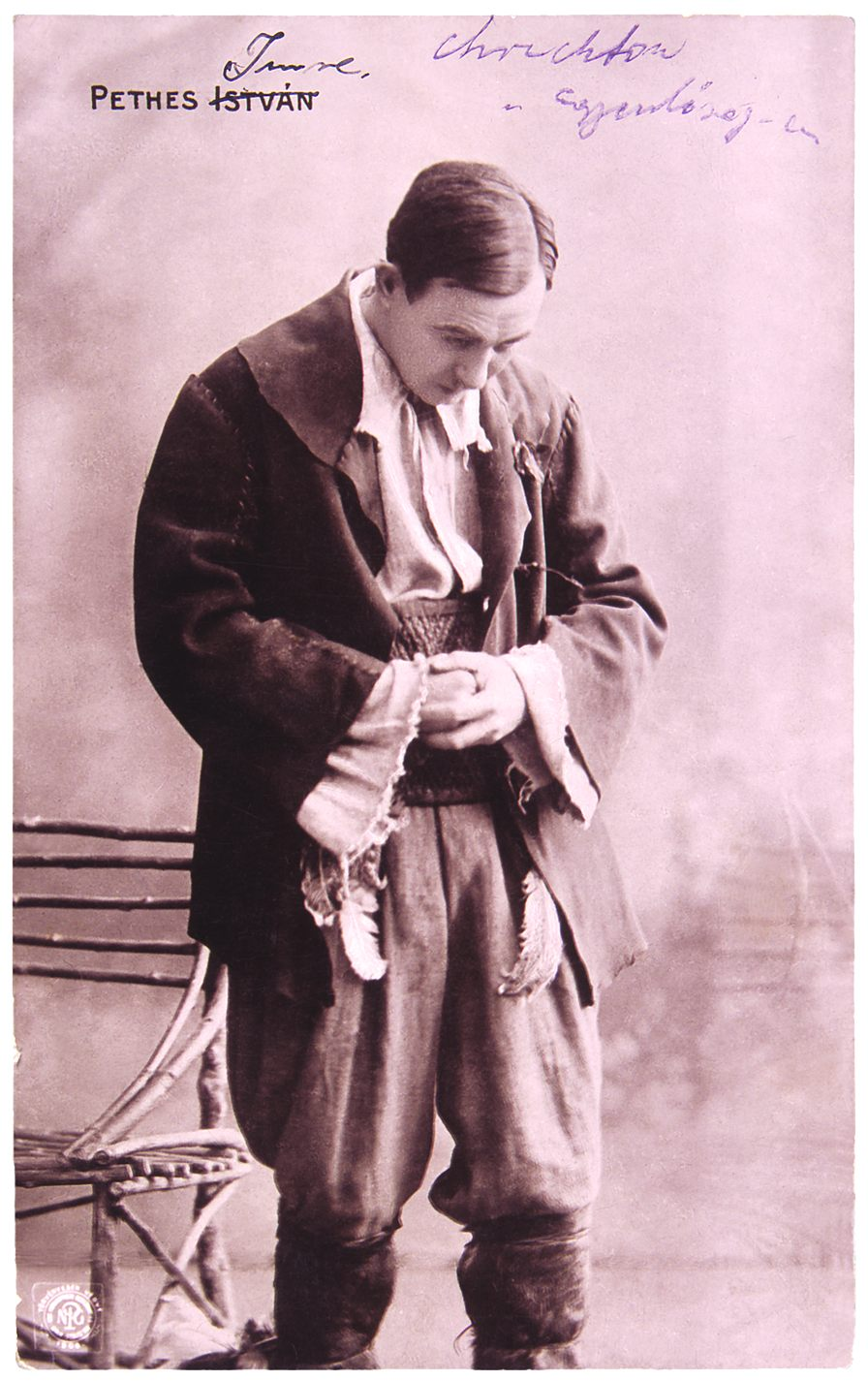
Pethes Imre J. M. Barrie Egyenlőség című színdarabjában mint Chricton a Nemzeti Színházban 1904-ben

A Nemzeti Színház vezetősége észrevette Pethes Imre kényelmetlen helyzetét a Vígszínházban, ezért úgy döntöttek, hogy leszerződtetik a társulathoz, mivel ebben a színházban a színészhez illő beszédstílus, sőt annál még sokkal vontatottabb és patetikusabb jellegű stílus volt a szokványos és honos. Végül 1903 januárjában került sor a szerződtetésére. A társulatnál töltött első évad alatt huszonkét epizódszerepben állt színpadra, ezek között olyan szerepek voltak, mint például első udvaronc, első szolga, hírnök, vak öreg.
A számos kisebb szerep után Hugó Károly Bankár és báró című darabjában a színész főszerepet kapott, ugyanis Pethes alakította a bárót. Ebből az időszakból egy anekdota is származik, melynek szereplői a társulathoz frissen csatlakozott, egyelőre mellőzött Pethes, valamint a Vígszínháztól visszaszerződtetett, szintén mellőzött rendező, Mátrai Betegh Béla. A történet így szól: „A sok kis szerep után Pethes Imre végre nagyobb szerepet kapott, ezért megkérdezte Mátrai Betegh Béla rendezőt, hogy milyen lesz a darab. – Képzelheti – válaszolta –, én rendezem, és maga játssza a főszerepet!”
A színház keretei között 1904. január 15-én játszották első alkalommal James Matthew Barrie (1860–1937) skót író és drámaíró Egyenlőség címet viselő 1902-es szatíráját, melyben Pethes alakította a főszereplő, Chrichton karakterét. A szerep a Cyrano de Bergerac szerepe után ismét országos elismertséget hozott számára, amivel véglegesen is bekerült az akkori magyar színjátszás vezető alakítói közé. Pethes Imre főszereplésével a nemzeti színházbeli előadás rendkívüli sikereket aratott a nézők körében is.

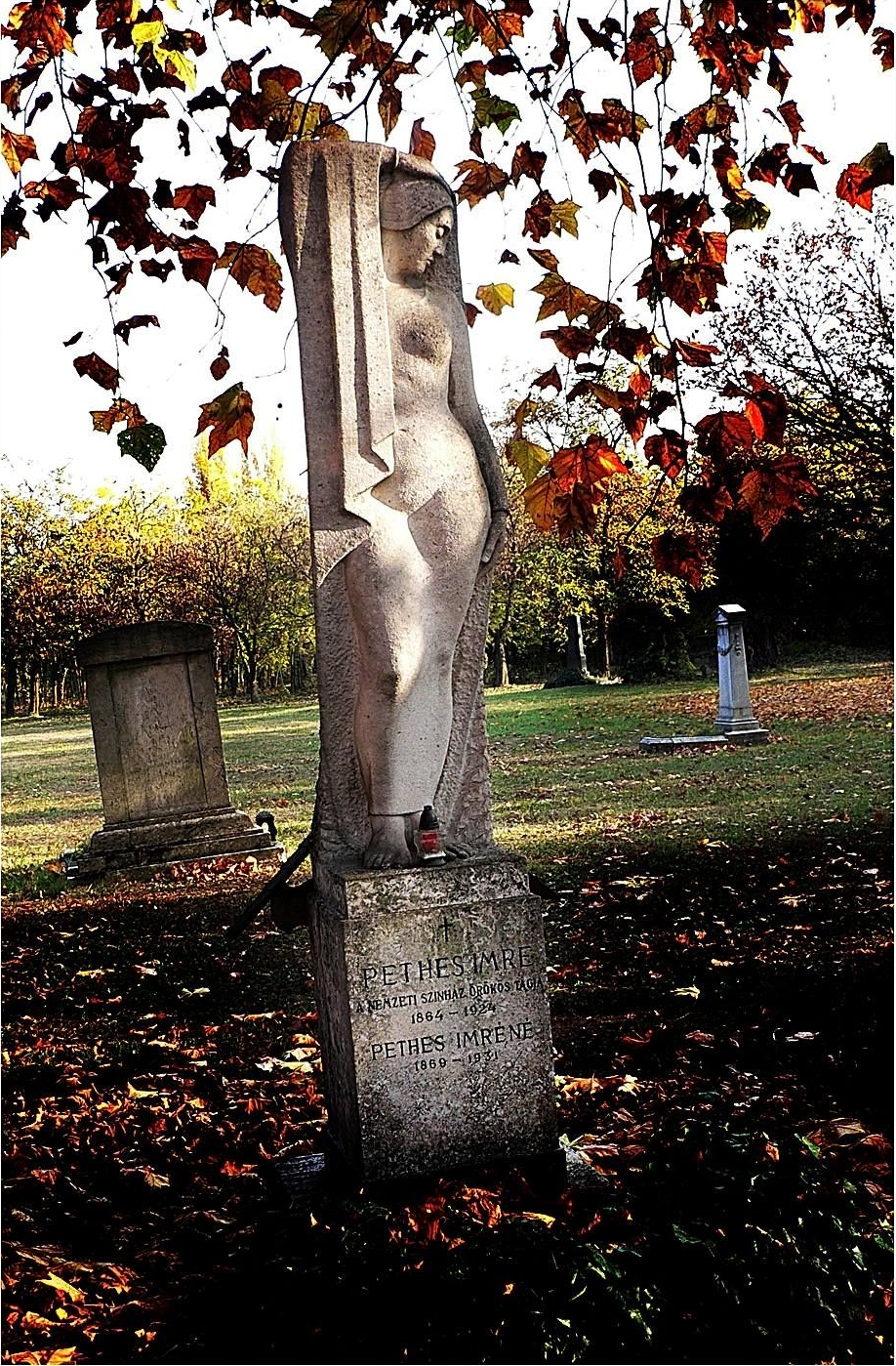
Pethes Imre sírja a Fiumei úti sírkertben (Tulok András fotója)

Egyéniségében volt varázserő, amely nemcsak a közönségre hatott, hanem különösen fiatalabb pályatársaira is és így működése a fiatal generáció fejlődésére is jótékony hatással volt. E varázserő hatását kitűnően érvényesítette a Színművészeti Akadémia tanszékében is, melyet 1919-től kezdve haláláig töltött be. Tanítványai rajongtak érte, mert nemcsak a szigorú tanárt látták benne, hanem a jólelkű, gondos és érdekeiket mindig a szívén viselő atyai barátjukat is, aki még anyagi áldozatokkal is igyekezett egy-egy szegényebb növendéke sorsán enyhíteni. Jó ember volt. És éppen olyan apostoliasan egyszerű, mint a művészete. Szerette embertársait és rajongott a színpadért. A színpad és a család volt a legkedvesebb számára. Őt is szerette mindenki, még a rendezői székben is, ahol a fegyelemtartást mindig összhangba tudta hozni az emberséges bánásmóddal. Kiváló érdemeinek elismeréséül 1923. ápri1is 21-én kinevezték a Nemzeti Színház örökös tagjának és a zárkózott életű művészt olyan őszinte szívből fakadó ünneplésben részesítették, amilyet ritkán látott a Nemzeti Színház színpada. Ugyancsak ilyen meleg ünneplésben részesült 1921. november 14-én, amikor a Nemzeti Színház színpadán századszor játszotta Cyranót. Utolsó szereplése 1924. október 19-én a Süt a nap délutáni előadásán történt.
Halálát agyvelőlob okozta. Temetése 1924. november 16-án délelőtt a Nemzeti Színház előcsarnokából nagy pompával ment végbe. Hamvai a Fiumei úti sírkertben nyugszanak. Emlékoszlopát Jászárokszálláson 1926. október 17-én leplezték le. Később Jászberény szoborban örökítette meg emlékét. Síremlékét Csorba Géza készítette, leleplezték 1930. október 31-én.

## Magánélete
Felesége Kocsis Etel volt.

## Fontosabb szerepei

### Színházi szerepei
- Péter (Bródy Sándor: A dada)
- Ocskay László (Herczeg Ferenc: Ocskay brigadéros)
- Rank doktor (Ibsen: Nóra)
- Vackor (Shakespeare: Szentivánéji álom)
- Petruchio (Shakespeare: A makrancos hölgy)
- Hamlet (Shakespeare)
- Tartuffe (Molière)
- Oswald (Ibsen: Kísértetek)
- Bánk, Petur, Tiborc (Katona József: Bánk bán)
- Lear (Shakespeare: Lear király)
- Lucifer (Madách Imre: Az ember tragédiája)

### Filmszerepei
- A szentjóbi erdő titka (1917)
- A Papagály (1918)
- A dada (1919) ... Kékkövi bankár

## Fontosabb rendezései
- Rostand: Cyrano de Bergerac
- Vörösmarty Mihály: Czillei és a Hunyadiak
- Schiller: Haramiák